# Manuel de la Corte y Ruano
Manuel María de la Corte y Ruano Calderón (Cabra, Córdoba, 1816-Madrid, 1852), fue un abogado, catedrático e historiador español. 

## Familia
Sus padres, Felipe de la Corte y María del Carmen Ruano Calderón, contrajeron matrimonio en 1813. Sus hermanos ocuparon puestos destacados: Felipe María fue militar del Cuerpo de Ingenieros, como su padre, y llegó a ser gobernador político-militar de las islas Marianas desde 1855 a 1866; Manuel fue catedrático y director de varios institutos en Córdoba y Madrid. 

## Datos académicos
Tras sus primeros estudios, que cursó probablemente entre Granada y Madrid, realizó en la universidad de Granada la licenciatura y doctorado en Derecho Civil.
Ingresó en la Real Academia de la Historia en 1836, como miembro de número tras la lectura de una memoria sobre las antigüedades históricas del municipio de Cabra. Llegó a ocupar el puesto de secretario de esta institución. En 1841, ingresó en la Real Academia de Córdoba.

## Cargos que desempeñó
Solicitó en 1838 ser nombrado inspector de antigüedades de Andalucía, cargo que desempeñó hasta 1842, cuando debió abandonarlo por problemas de salud. Centró su trabajo principalmente en la provincia de Córdoba presentando a la Academia resúmenes de los trabajos arqueológicos realizados en Cabra, Baena, Rute,Montilla y otros municipios de la provincia. Durante esta etapa fue acusado de plagio por Aureliano Fernández-Guerra por haber publicado como propios datos sobre descubrimientos arqueológicos en el Cortijo de las Vírgenes de Baena (Córdoba), datos que este le había remitido en función del cargo que ocupaba. Tras diversos escritos donde expusieron sus respectivos argumentos, quedó probada la acusación de plagio.
Posteriormente, desempeñó el puesto de catedrático de Lógica y Ética en el Instituto Provincial de Teruel.
Fue miembro del Ateneo de Madrid y de diversas sociedades culturales en esta ciudad, así como en Baena y Cabra. Colaborador del Semanario Pintoresco Español, donde escribió numerosos artículos.